# 홋포 지역

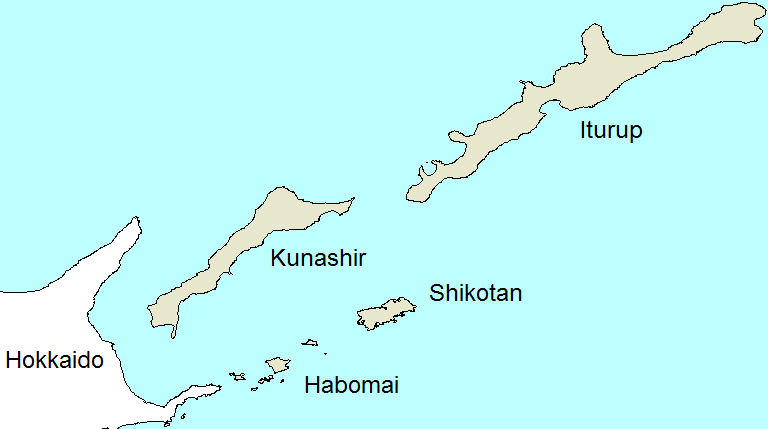
홋포 지역

홋포 지역(일본어: 北方地域 홋포우치이키[*]→북방 지역)은 내각총리대신이 정한 하보마이 군도, 시코탄 섬, 구나시리 섬, 에토로후 섬 등 이들 지역을 뜻한다. 러시아 측에서는 남쿠릴 열도(러시아어: Южные Кури́льские островá)로 부른다.

## 개요
홋포 지역은 이른바 북방 영토이며 내각부 설치법 제14조 제1항 제3호에 규정하는 홋포 지역의 범위를 정하는 정령(1959년 정령 제33호)에 의해 결정되었다.

## 같이 보기
- 쿠릴 열도 분쟁 - 북방 영토 문제